# Аршиев, Сосланбек Арсенович
Сосланбек (Сослан) Арсенович Аршиев (1 января 1989, село Чикола, Ирафский район, Северо-Осетинская АССР, СССР) — российский футболист, вратарь.

## Карьера
Начинал заниматься футболом в ДЮСШ «Ираф-Автодор». Является выпускником УОР «Мастер-Сатурн». В 2009 году провел одну игру в первом дивизионе за «КАМАЗ». Затем в течение нескольких лет выступал за ряд клубов второго дивизиона. В сезоне 2012/13 был в заявке владикавказской «Алании» в премьер-лиге, однако за основную команду не играл.
В 2014 году уехал в Литву, где подписал контракт с клубом «Банга». Всего в А Лиге провёл за него 10 матчей, в которых пропустил 9 мячей. Летом 2016 года перешёл в «Знамя Труда». Дебютировал в кубковом поединке против ФК «Муром».